# Guaranà (beguda)
El guaranà és una beguda estimulant gasosa, elaborada a força de l'extracte de la llavor de guaranà (Paullinia cupana) torrada i molta. És rica en cafeïna i es consumeix principalment al Paraguai, Brasil i altres països com a refrescant i tònic. La llei brasilera restringeix aquesta denominació a les begudes no alcohòliques que continguin com a mínim un 1% d'extracte i amb els únics afegits d'aigua, edulcorants, acidulants i aromes. Les majors productores de guaranà són les brasileres Antàrtica i Brahma, propietat de la multinacional AmBev.
En el Perú, existeix una beguda gasosa anomenada Guaranà que és un producte de la marca Backus.
A l'Argentina, es troba V de la marca Vila del Sud, també conté extracte de guaranà i es fa publicitat fent al·lusió a les seves propietats energitzants.
Abans de l'arribada dels europeus els nadius americans ja coneixien aquesta beguda. Ells picaven les llavors i les barrejaven amb aigua. Després, formaven vares i les deixaven assecar fins que quedaven dures i, finalment, les emplenaven amb l'os del paladar del peix pirarucú. La pols que quedava es dissolia en aigua o suc de fruites.
Els nadius reconeixien el valor medicinal d'aquesta beguda i la usaven també per combatre el cansament. Encara avui hi ha qui sosté el seu valor per tractar l'arterioesclerosi, la diarrea, la disenteria, la migranya i la neuràlgia.